# Polska Gazeta Opolska
Gazeta Opolska (pełny tytuł Polska Gazeta Opolska) – lokalny dziennik obejmujący swym zasięgiem województwo opolskie.